# Squash-Weltmeisterschaften im Doppel und Mixed 2006/Damendoppel
Das Damendoppel der Weltmeisterschaften im Doppel und Mixed 2006 im Squash wurde vom 9. bis 13. Januar in der australischen Metropole Melbourne ausgetragen.
Titelverteidiger waren Natalie Grinham und Rachael Grinham. Natalie Grinham trat nicht erneut an, während ihre Schwester Rachael zusammen mit Amanda Hopps Vierter wurde. Weltmeister wurden Shelley Kitchen und Tamsyn Leevey, die im Finale Robyn Cooper und Sarah Fitz-Gerald mit 9:6, 10:8 und 9:6 besiegten.
Das Teilnehmerfeld bestand aus 15 Doppelpaarungen, die in je vier Gruppen im Round-Robin-Modus gegeneinander antraten. Die Gruppensieger und Zweitplatzierten kamen ins Viertelfinale und spielten im K.-o.-System die Plätze eins bis acht aus. Die Setzung bei den Positionen drei und vier sowie den Positionen fünf bis acht wurde in Form einer gruppierten Setzung vorgenommen. Diese Setzungen werden daher nachfolgend alphabetisch angegeben.

## Setzliste
| Nr. | Paarung                       | Erreichte Runde |
| --- | ----------------------------- | --------------- |
| 01. | Rachael Grinham Amanda Hopps  | Halbfinale      |
| 02. | Lara Heta Louise Crome        | Halbfinale      |
| 03. | Shelley Kitchen Tamsyn Leevey | Sieg            |
| 04. | Amelia Pittock Melissa Martin | Viertelfinale   |

| Nr. | Paarung                        | Erreichte Runde |
| --- | ------------------------------ | --------------- |
| 05. | Kasey Brown Dianne Desira      | Viertelfinale   |
| 06. | Tricia Chuah Delia Arnold      | Gruppenphase    |
| 07. | Robyn Cooper Sarah Fitz-Gerald | Finale          |
| 08. | Louisa Hall Meredeth Quick     | Gruppenphase    |

### Zeichenerklärung
- Q = Qualifikant
- WC = Wildcard
- LL = Lucky Loser
- ALT = Ersatz (alternate)
- PR = Protected Ranking
- r = Aufgabe (retired)
- d = Disqualifikation
- w.o. = walkover

## Ergebnisse

### Vorrunde

#### Gruppe A
| Rang | Setzung | Doppel                              | Sp. | S | N | S.-Diff. | P.-Diff. | Pkt. |
| ---- | ------- | ----------------------------------- | --- | - | - | -------- | -------- | ---- |
| 1    | 1       | Rachael Grinham Amanda Hopps        | 2   | 2 | 0 | 6:1      | 67:47    | 4    |
| 2    | 5/8     | Kasey Brown Dianne Desira           | 2   | 1 | 1 | 4:4      | 48:41    | 2    |
| 3    |         | Louise Philip Frania Gillen-Buchert | 2   | 0 | 2 | 1:6      | 35:62    | 0    |

| Spielerinnen    | Spielerinnen            | Ergebnis            |
| --------------- | ----------------------- | ------------------- |
| Grinham / Hopps | Philip / Gillen-Buchert | 9:2, 7:9, 9:7, 10:8 |
| Grinham / Hopps | Brown / Desira          | 9:5, 5:9, 9:3, 9:4  |
| Brown / Desira  | Philip / Gillen-Buchert | 9:3, 9:2, 9:4       |

#### Gruppe B
| Rang | Setzung | Doppel                         | Sp. | S | N | S.-Diff. | P.-Diff. | Pkt. |
| ---- | ------- | ------------------------------ | --- | - | - | -------- | -------- | ---- |
| 1    | 2       | Lara Heta Louise Crome         | 3   | 3 | 0 | 9:0      | 87:49    | 6    |
| 2    | 5/8     | Robyn Cooper Sarah Fitz-Gerald | 3   | 2 | 1 | 6:3      | 82:64    | 4    |
| 3    |         | Kylie Doherty Georgina Davis   | 3   | 1 | 2 | 3:7      | 60:84    | 2    |
| 4    |         | Kimberley Bessell Skye Millar  | 3   | 0 | 3 | 1:9      | 53:85    | 0    |

| Spielerinnen         | Spielerinnen         | Ergebnis           |
| -------------------- | -------------------- | ------------------ |
| Cooper / Fitz-Gerald | Bessell / Millar     | 9:0, 9:6, 9:6      |
| Heta / Crome         | Doherty / Davis      | 9:3, 9:4, 9:3      |
| Heta / Crome         | Cooper / Fitz-Gerald | 9:5, 12:10, 12:10  |
| Heta / Crome         | Bessell / Millar     | 9:7, 9:7, 9:0      |
| Cooper / Fitz-Gerald | Doherty / Davis      | 9:5, 9:4, 12:10    |
| Doherty / Davis      | Bessell / Millar     | 9:7, 9:7, 4:9, 9:4 |

#### Gruppe C
| Rang | Setzung | Doppel                        | Sp. | S | N | S.-Diff. | P.-Diff. | Pkt. |
| ---- | ------- | ----------------------------- | --- | - | - | -------- | -------- | ---- |
| 1    | 3/4     | Amelia Pittock Melissa Martin | 3   | 3 | 0 | 9:0      | 81:31    | 6    |
| 2    |         | Diana Argyle Tenille Swartz   | 3   | 2 | 1 | 6:5      | 82:70    | 4    |
| 3    | 5/8     | Tricia Chuah Delia Arnold     | 3   | 1 | 2 | 5:6      | 71:82    | 2    |
| 4    |         | Vanessa Pickerd Jemma Saxby   | 3   | 0 | 3 | 0:9      | 30:81    | 0    |

| Spielerinnen     | Spielerinnen    | Ergebnis                |
| ---------------- | --------------- | ----------------------- |
| Pittock / Martin | Pickerd / Saxby | 9:0, 9:2, 9:3           |
| Argyle / Swartz  | Chuah / Arnold  | 9:7, 9:4, 7:9, 7:9, 9:3 |
| Pittock / Martin | Chuah / Arnold  | 9:4, 9:5, 9:3           |
| Chuah / Arnold   | Pickerd / Saxby | 9:4, 9:4, 9:6           |
| Pittock / Martin | Argyle / Swartz | 9:2, 9:7, 9:5           |
| Argyle / Swartz  | Pickerd / Saxby | 9:4, 9:3, 9:4           |

#### Gruppe D
| Rang | Setzung | Doppel                        | Sp. | S | N | S.-Diff. | P.-Diff. | Pkt. |
| ---- | ------- | ----------------------------- | --- | - | - | -------- | -------- | ---- |
| 1    | 3/4     | Shelley Kitchen Tamsyn Leevey | 3   | 3 | 0 | 9:2      | 96:61    | 6    |
| 2    |         | Lisa Camilleri Kelly Fowler   | 3   | 2 | 1 | 7:6      | 103:101  | 4    |
| 3    | 5/8     | Louisa Hall Meredeth Quick    | 3   | 1 | 2 | 4:7      | 80:94    | 2    |
| 4    |         | Peta Hughes Rachel Smith      | 3   | 0 | 3 | 4:9      | 75:98    | 0    |

| Spielerinnen       | Spielerinnen       | Ergebnis                |
| ------------------ | ------------------ | ----------------------- |
| Camilleri / Fowler | Hall / Quick       | 17:15, 9:5, 6:9, 9:6    |
| Kitchen / Leevey   | Hughes / Smith     | 8:10, 9:3, 9:2, 9:2     |
| Kitchen / Leevey   | Camilleri / Fowler | 12:10, 4:9, 9:5, 9:6    |
| Hall / Quick       | Hughes / Smith     | 10:8, 3:9, 9:5, 9:4     |
| Camilleri / Fowler | Hughes / Smith     | 9:5, 9:5, 4:9, 1:9, 9:4 |
| Kitchen / Leevey   | Hall / Quick       | 9:7, 9:3, 9:4           |

### Finalrunde
| Viertelfinale | Viertelfinale                  | Viertelfinale | Viertelfinale | Viertelfinale | Viertelfinale | Viertelfinale |  |  | Halbfinale | Halbfinale                     | Halbfinale | Halbfinale | Halbfinale | Halbfinale | Halbfinale |     |                                | Finale                        | Finale | Finale | Finale | Finale | Finale | Finale |
|               |                                |               |               |               |               |               |  |  |            |                                |            |            |            |            |            |     |                                |                               |        |        |        |        |        |        |
| 1             | Rachael Grinham Amanda Hopps   | 9             | 9             | 9             |               |               |  |  |            |                                |            |            |            |            |            |     |                                |                               |        |        |        |        |        |        |
|               | Lisa Camilleri Kelly Fowler    | 1             | 6             | 3             |               |               |  |  | 1          | Rachael Grinham Amanda Hopps   | 9          | 10         | 5          | 9          | 6          |     |                                |                               |        |        |        |        |        |        |
| 5/8           | Robyn Cooper Sarah Fitz-Gerald | 9             | 9             | 9             |               |               |  |  | 5/8        | Robyn Cooper Sarah Fitz-Gerald | 6          | 12         | 9          | 4          | 9          |     |                                |                               |        |        |        |        |        |        |
| 3/4           | Amelia Pittock Melissa Martin  | 4             | 5             | 5             |               |               |  |  |            |                                |            |            |            |            |            | 5/8 | Robyn Cooper Sarah Fitz-Gerald | 6                             | 8      | 6      |        |        |        |        |
| 3/4           | Shelley Kitchen Tamsyn Leevey  | 7             | 11            | 6             | 9             | 10            |  |  |            |                                |            |            |            |            |            |     | 3/4                            | Shelley Kitchen Tamsyn Leevey | 9      | 10     | 9      |        |        |        |
| 5/8           | Kasey Brown Dianne Desira      | 9             | 9             | 9             | 2             | 8             |  |  | 3/4        | Shelley Kitchen Tamsyn Leevey  | 9          | 11         | 7          | 1          | 9          |     |                                |                               |        |        |        |        |        |        |
|               | Diana Argyle Tenille Swartz    | 9             | 3             | 4             | 5             |               |  |  | 2          | Lara Heta Louise Crome         | 6          | 9          | 9          | 9          | 7          |     |                                |                               |        |        |        |        |        |        |
| 2             | Lara Heta Louise Crome         | 5             | 9             | 9             | 9             |               |  |  |            |                                |            |            |            |            |            |     |                                |                               |        |        |        |        |        |        |

|  | Spiel um Platz 3 |                              |   |    |    |   |   |
|  |                  |                              |   |    |    |   |   |
|  | 1                | Rachael Grinham Amanda Hopps | 9 | 12 | 8  | 4 | 5 |
|  | 2                | Lara Heta Louise Crome       | 4 | 10 | 10 | 9 | 9 |